# Emblemaria caldwelli
Emblemaria caldwelli är en fiskart som beskrevs av Stephens, 1970. Emblemaria caldwelli ingår i släktet Emblemaria och familjen Chaenopsidae. Inga underarter finns listade i Catalogue of Life.